# Jungang-dong, Gwacheon
Jungang-dong (koreanska: 중앙동) är en stadsdel i staden Gwacheon i provinsen Gyeonggi i den nordvästra delen av Sydkorea, 15 km söder om huvudstaden Seoul.